# 吉尔·梅里克
吉尔·梅里克（英語：Gil Merrick，1922年1月26日—2010年2月3日），英格兰前男子足球运动员，司职守门员。他曾代表英格兰代表队参加1954年国际足联世界杯，结果队伍止步八强。